# Universitetet i Padua
Universitetet i Padua (It. Università degli Studi di Padova) är ett av de mest välkända i Italien. Universitetet grundades 1222 och är det näst äldsta universitetet i Italien och ett av de äldsta i världen. Det består av 13 fakulteter och antalet studenter var 65 000 år 2003.
Förutom verksamheten i Padua har universitet också avdelningar i Brixen, Legnaro, Vicenza, Asiago, Vittorio Veneto, Castelfranco Veneto, Conegliano, Feltre, Mirano, Portogruaro, Rovigo, Treviso, Venedig och Chioggia.

## Kända professorer ochalumner
- François de Sales
- Galileo Galilei
- Andreas Vesalius
- Pietro Bembo
- Pietro Pomponazzi
- Nicolaus Copernicus
- Torquato Tasso
- William Harvey
- Thomas Browne
- Geronimo Fabricius
- Ugo Foscolo